# Schlagermove

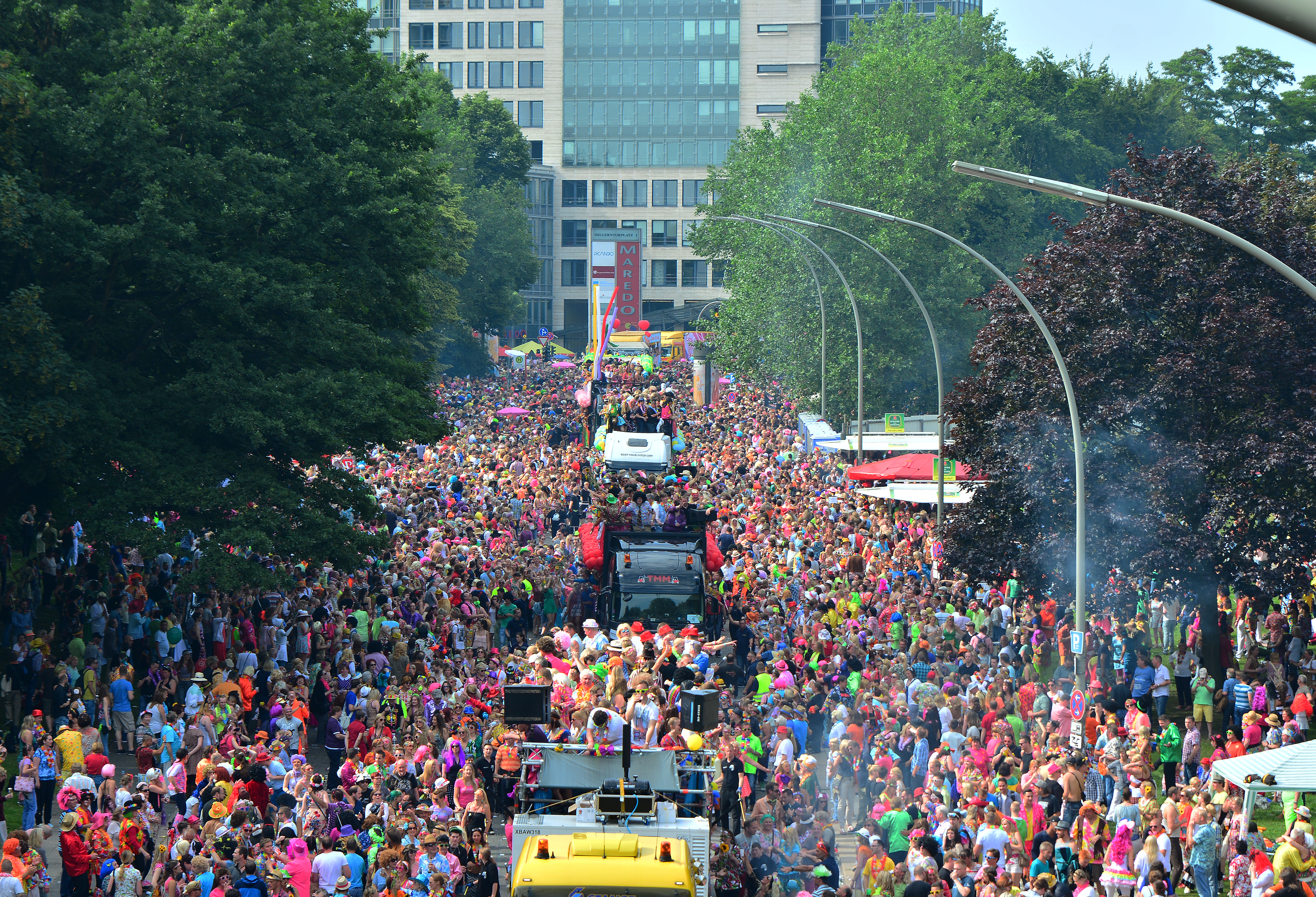
Hamburger Schlagermove 2015 auf der Helgoländer Allee

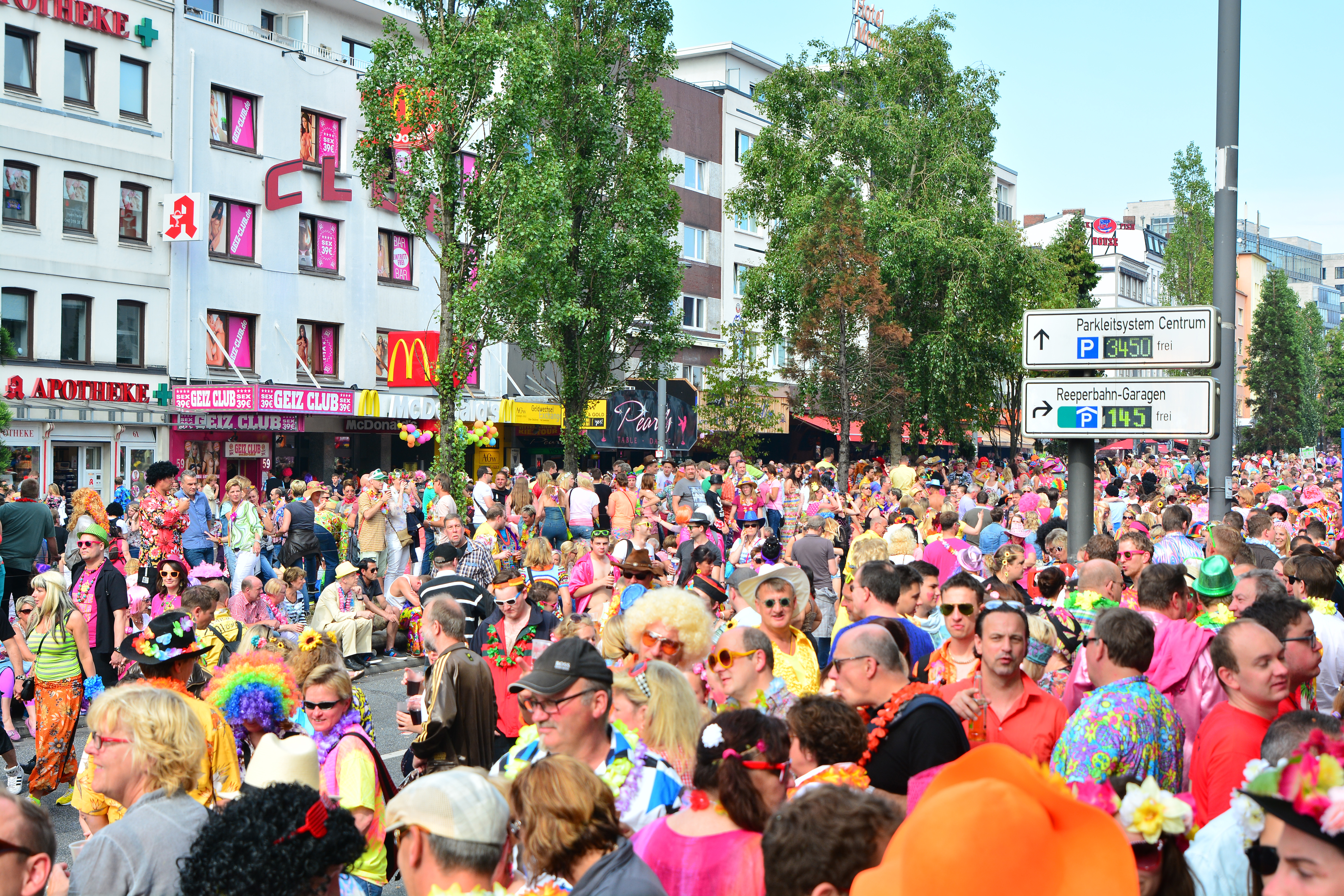
Hamburger Schlagermove auf der Reeperbahn

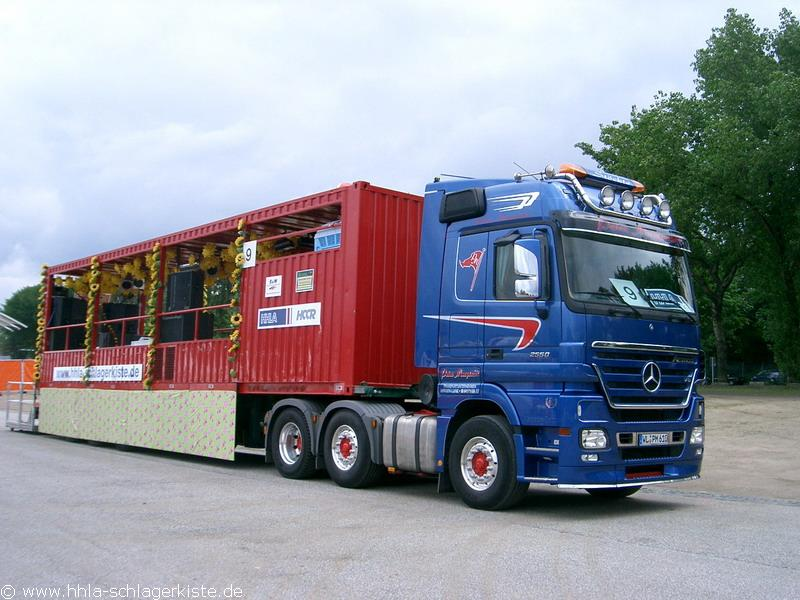
HHLA-Schlagerkiste beim Schlagermove 2006

Der Schlagermove ist ein deutsches Festival für Schlager und Partyschlager, das seit 1997 jedes Jahr im Juli in Hamburg-St. Pauli stattfindet und als die größte derartige Veranstaltung in Deutschland gilt. Zusätzlich finden im gesamten Bundesgebiet die sogenannten S-Move Parties (Schlagermove Parties) statt. Ähnliche Veranstaltungen finden seit 2004 auch in anderen deutschen Städten wie Essen, Dortmund und Hannover statt, teilweise unter der Bezeichnung Schlagerparade.

## Hamburg

### Entstehung und Ablauf
Die Idee für die Schlagerparade stammt von Thomas Voigt, Michael Strokosch und ihren Partnerinnen. Als Veranstalter trat und tritt Oliver Stelzner und die Firma Multiclub auf. Bei der ersten Veranstaltung im Sommer 1997 waren es noch etwa 50.000 Besucher in Hamburg, in den Folgejahren feierten nach eigenen Angaben bis zu 600.000 Menschen. Der 20. Schlagermove im Jahr 2016 hatte laut Angaben der Veranstalter 370.000 Teilnehmer, wobei unabhängige Zahlen zu den Teilnehmern nicht vorliegen. Die Veranstaltung in Hamburg findet an einem Wochenende im Mai (2024) oder Juli statt. Dabei fahren am Nachmittag knapp 50 Trucks mit großen Musikanlagen und tanzenden Schlagerfans durch St. Pauli, auch über die Hafenstraße und die Reeperbahn, und beschallen den Stadtteil mit Schlagermusik. Viele Besucher verkleiden sich im Stil der 1970er Jahre, tragen Schlaghosen, bunte, schrille Klamotten, überdimensionale Sonnenbrillen oder Perücken.
Es gibt neben dem Umzug am Nachmittag (ähnlich wie die Loveparade) am Abend den sogenannten Aftermove auf dem Heiligengeistfeld in St. Pauli, auf dem renommierte Schlagerkünstler wie beispielsweise Michael Holm oder Bata Illic auftreten. Moderiert wurde unter anderen der Schlagermove von NDR-Moderatoren wie Carlo von Tiedemann oder Norman Hild. Eine Besonderheit war in mehreren Jahren der so genannte Samba-Zug, der als Eisenbahnzug mit zwei Tanzwagen von Nordrhein-Westfalen und Niedersachsen nach Hamburg fährt.
Wegen des Verbots von Großveranstaltungen während der COVID-19-Pandemie fiel der Schlagermove 2020 und 2021 aus und fand erst wieder am 1. und 2. Juli 2022 statt.

Offizieller Flyer des ersten Schlagermoves 1997
Geschichte des Schlagermove's aus dem Programmheft des 2. Schlagermove's 1998

### Aftermove
Am Abend treten auf dem Hamburger Heiligengeistfeld zahlreiche national und international bekannte Schlagermusiker auf. Dafür stehen mehrere Partyzelte (früher auch eine große Freilichtbühne) bereit. So gab es etwa 2006 insgesamt fünf Zelte, von denen das Zelt 3 mit 1500 m² das größte war. „Stammgast“ in den Zelten des Aftermoves war Friedel von Hagen. Daneben treten alte und neue Schlagergrößen wie Bata Illic, Jörg Bausch oder Michael Wendler auf. Der Eintritt zum Aftermove ist freitags frei, samstags ist er kostenpflichtig.

### Nachwuchswettbewerb
2002 wurde zum ersten Mal auf einer der Hauptbühnen der Nachwuchsmusiker-Wettbewerb „GrandPril“ durchgeführt. Hauptpreis ist die „Goldene Prilblume“, eine Auszeichnung für die beste und schrägste Schlagerband Deutschlands. Die saarländische Band Die barmherzigen Plateausohlen gewann den Preis nach einem Publikums- und Juryentscheid. In späteren Jahren zählten zu den Gewinnerinnen u. a. Christin Stark (2012), Annabel Anderson (2014), Marlen Billii und Jessica-Sarah Thoma (2015), Tea (2016), Tommy Lint (2017), Mona Gertzen & Mike van Hyke (2018) sowie Gina de l’Amore (2019).

### Kritik

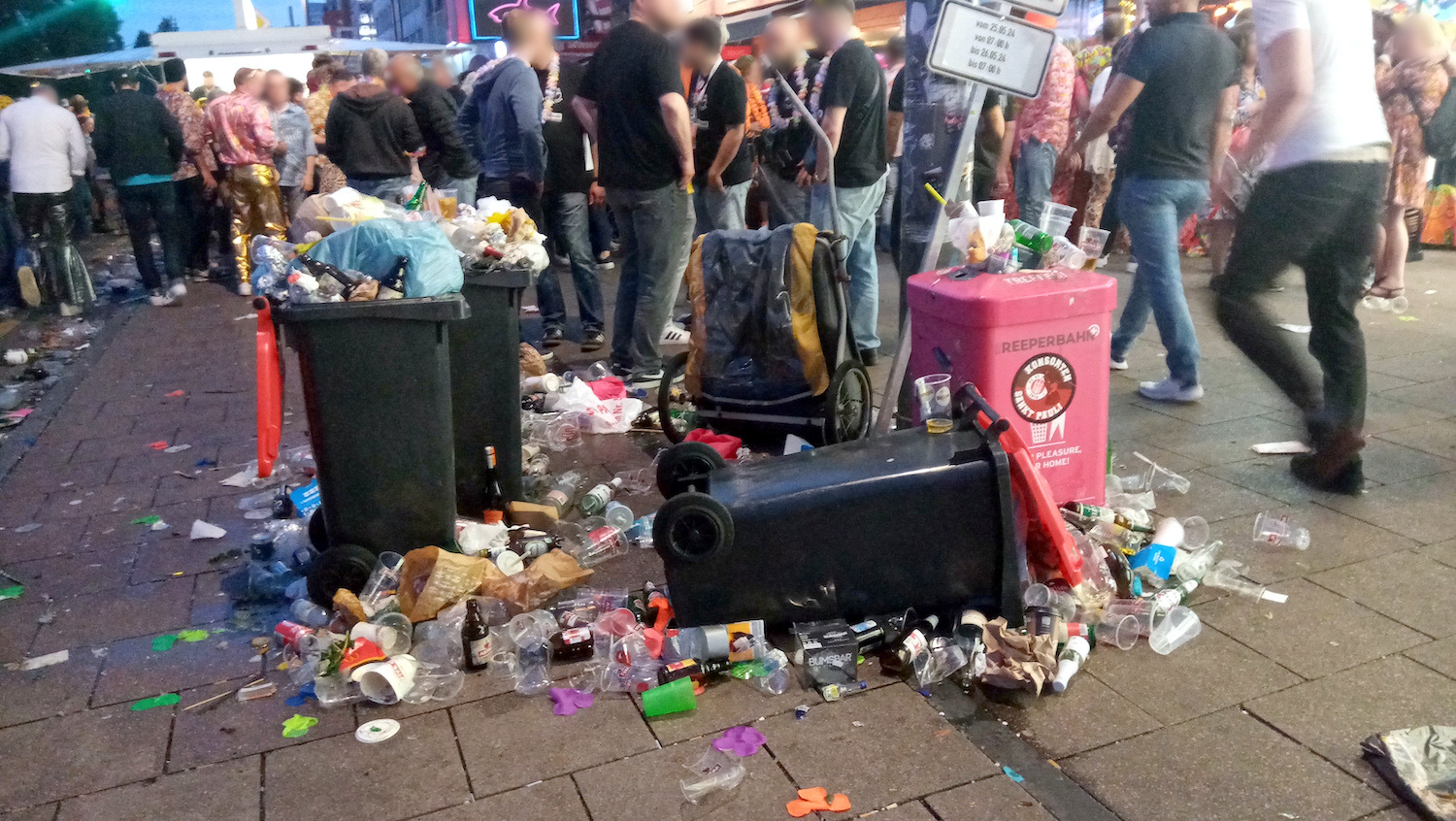
Schlagermove: Müll aus Scherben, Flaschen, Verpackungen

Kritik am Schlagermove gibt es durch Anwohner, die wegen der hohen Anzahl der Teilnehmer und deren Hinterlassenschaften im Schlagermove die „Ballermannisierung“ ihres Stadtteils sehen. Hinzu kommt eine Belastung durch weitere Veranstaltungen im Bereich des Stadtteils Hamburg-St. Pauli. 2018 wurden seitens einzelner Fraktionen des betroffenen Hamburger Bezirksrat Pläne bekannt, den 22. Schlagermove nicht zu genehmigen. Die Veranstaltung fand dennoch mit 400.000 Teilnehmern statt. Für den Schlagermove im Jahr 2019 erteilten die Behörden den Veranstaltern schärfere Auflagen, wie mehr Toiletten, Ordner und Reinigungstrupps, um die Belastung für die Anwohner zu reduzieren. Das Müllaufkommen durch die Veranstaltung wird von der Stadtreinigung Hamburg mit rund 56 Tonnen beziffert.

## Andere Städte

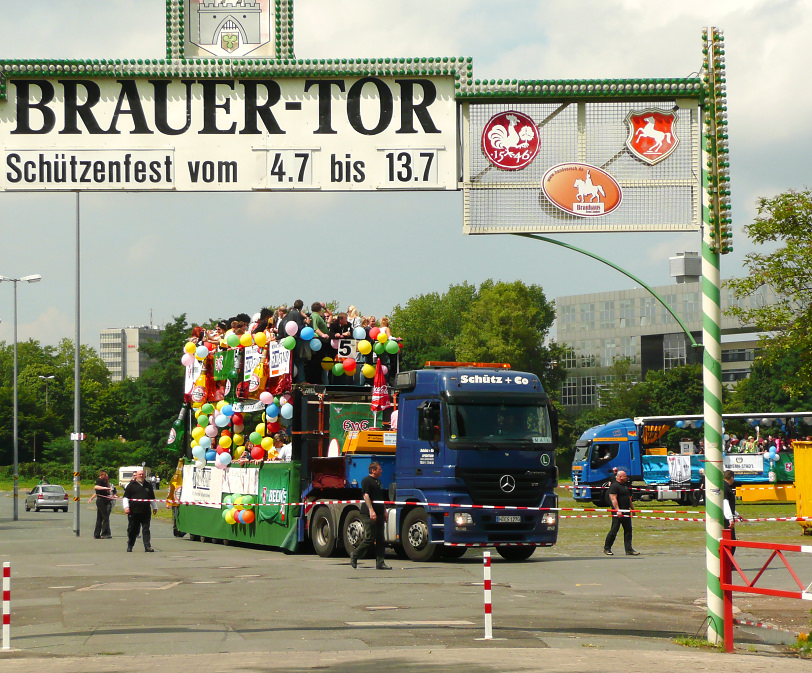
Schlagerparade 2008 in Hannover beim Start auf dem Schützenplatz Hannover

2004 fand der Schlagermove auch einmalig in Essen statt. 2007 sollte er erstmals zusätzlich in Köln stattfinden, die Verhandlungen mit der Stadt scheiterten jedoch. In Hannover fand 2007 eine erste Schlagermove-Veranstaltung mit rund 75.000 Besuchern statt, die dort unter der Bezeichnung Schlagerparade firmierte. Die zweite Veranstaltung dieser Art fand 2008 mit zwölf Musik-Lastern statt. Die Wagen zogen vom Schützenplatz Hannover durch die Stadt zu Open-Air-Bühnen im Steintorviertel und vor dem Neuen Rathaus, wo Schlagersänger wie Jürgen Drews und Antonia auftraten. Die Beteiligung soll nach Veranstalterangaben bei 50.000 Personen gelegen haben, die Schätzungen der Polizei lagen deutlich niedriger. 2010 sprachen die Organisatoren von insgesamt 40.000 Teilnehmern, davon 6000 Personen bei der Abendveranstaltung. Die Polizei schätzte dagegen die Zahl der am Umzug Beteiligten auf lediglich 5000 Personen.